# ヘーゼビュー

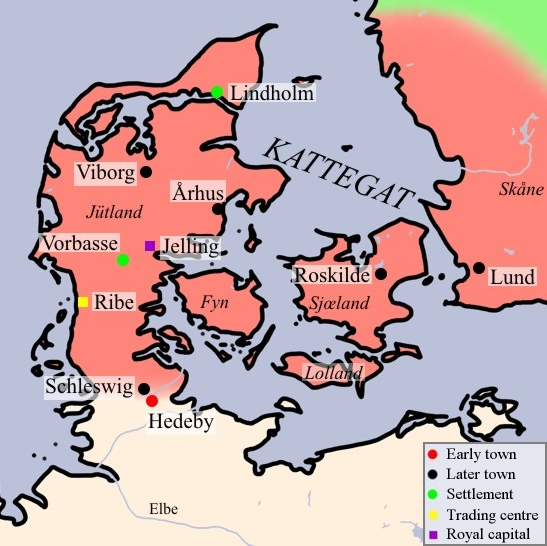
ヴァイキング時代のデンマーク。南端にヘゼビューがある。

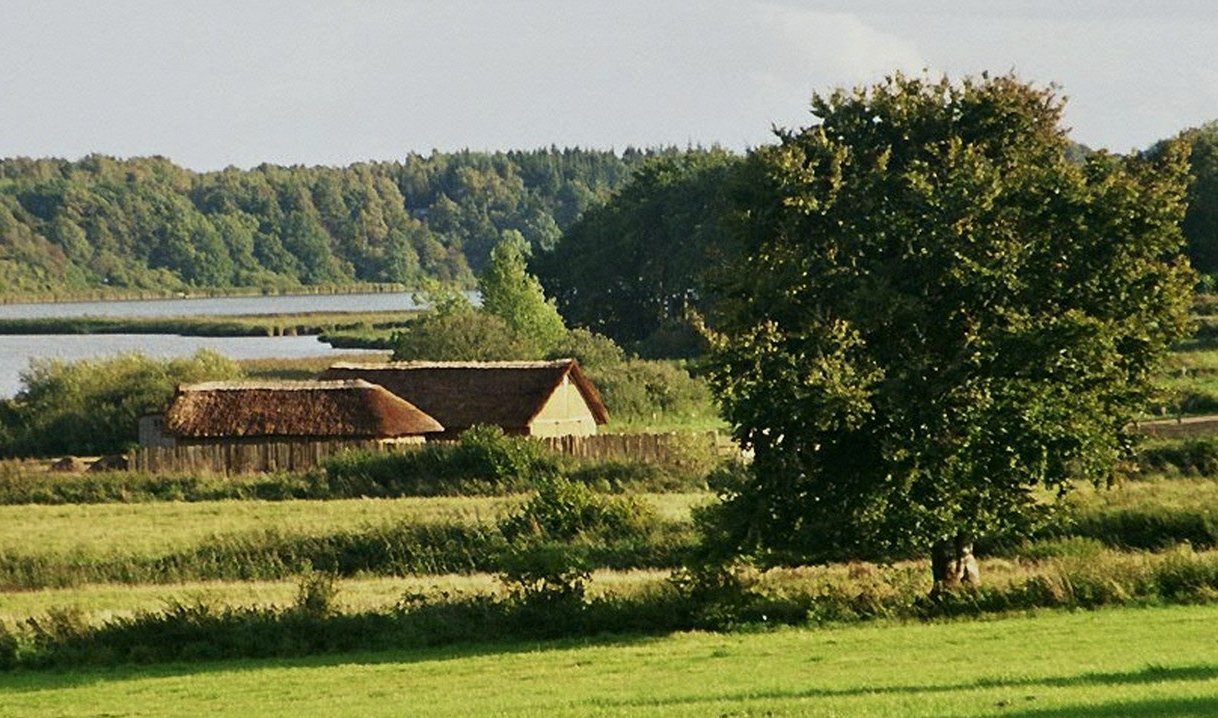
ヘゼビューに復元された家屋。

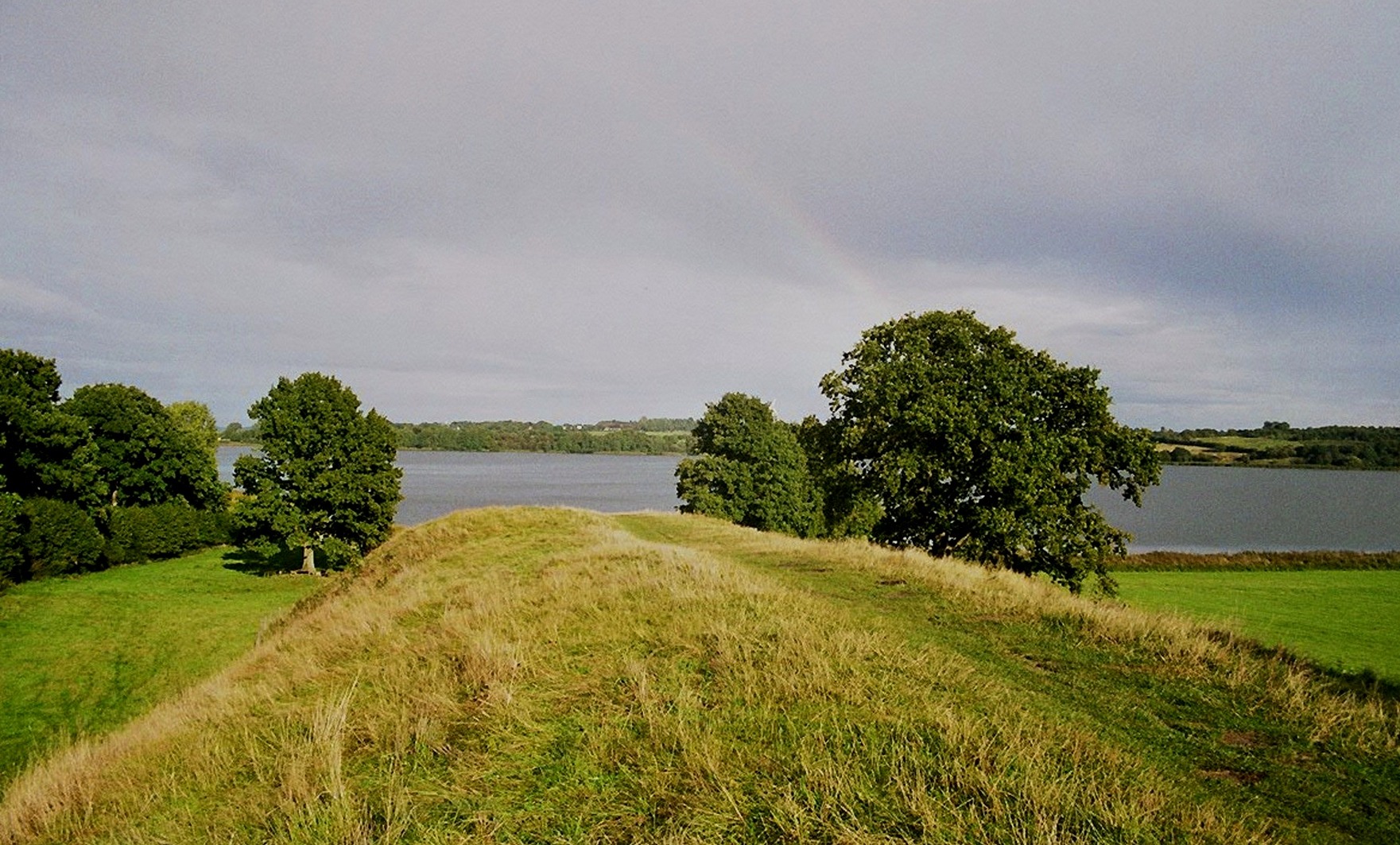
半円状に築かれた土塁。（ハッデビ・ノールが背景に写っている）。

ヘーゼビュー（英、丁: Hedeby、古ノルド語: Heiðabýr、「荒れ地」の意）は、かつてデンマークのヴァイキングが居住した重要な定住地。ルーンの綴りを復活させたドイツ名ハイタブ（Haithabu）でも知られる。
中世デンマークにおいて、ロスキレ(Roskidle)、オーフス(Aarhus)、リーベ(Ribe)、ヴィボー(Viborg)、イェリング(Jeling)、リンホルム（en:Lindholm）、ルンド(Lund)などともに大規模な都市であったとされる。
ヘーゼビューは、こんにちシュライ・フィヨルドとして知られるバルト海へと通じる狭いながら航行可能な入り江の一番奥に発展した商業地だった。河口が北海に通じるアイダー川の支流トレーネ川までの陸上輸送が15km未満であるなどヘーゼビューは立地条件に恵まれていた。荷物やヴァイキング船は陸路で運搬出来た。このルートはバルト海と北海の間をほとんど航路を途切れさせず危険なユトランド廻航も回避することが可能だったためヘゼビューは利便性の高い町となり、ヴァイキング時代を通じて北欧諸国で最大かつデンマークで最も古い都市になった。
1864年オーストリアとプロイセン王国の間で勃発した第二次シュレースヴィヒ＝ホルシュタイン戦争でデンマークはヘーゼビューを含む領地を失った。国境地域を巡る争いとそれによる国境の移動の結果ヘーゼビューの遺跡は現在ドイツ最北のシュレースヴィヒ＝ホルシュタイン州にある。
ほぼ1000年前に放棄されたが、ヘーゼビューは現在非常に重要な遺跡である。遺跡が発掘された後、1985年に博物館が開館された。2018年には周辺のダーネヴィアケとともに「ヘーゼビューとダーネヴィアケの考古学的境界線群」として、UNESCOの世界遺産リストに登録された。

## 歴史

### 起源
カール大帝に仕えていたフランク人アインハルト（en:Einhard）の年代記によれば、おそらく基礎は770年ごろに出来たようである。
808年デンマーク王ゴズフレズはカール大帝のザクセン征服に対抗し、競合関係にあるスラヴ系のオボトリート族（en:Obotrites）の商業地レリク（en:Reric）を滅ぼして商人たちをヘーゼビューに連行した。これがヘーゼビュー発達の最初の刺激となったかもしれない。同じ資料によれば、ゴズフレズはユトランド半島を東西に横切りヘーゼビューの防御壁とつながる土塁、ダーネヴィアケ（en:Danevirke）を増強した。土塁は西の湿地からバルト海に続く東のシュライ・フィヨルドまで続いていた。
町は東を除く陸に向かった三方向を土塁で囲まれていたが、9世紀の終わり頃には町の北側と南側の土塁は放置され中央部分にあたる西側が残った。後に高さ9メートルの半円形の壁が西から町に続く道を守る為に建設された。新たに築かれたこの土塁の東側はシュライ・フィヨルドと最も入り込んだ先端部ハッデビ・ノールで接していた。

### 繁栄と衰退

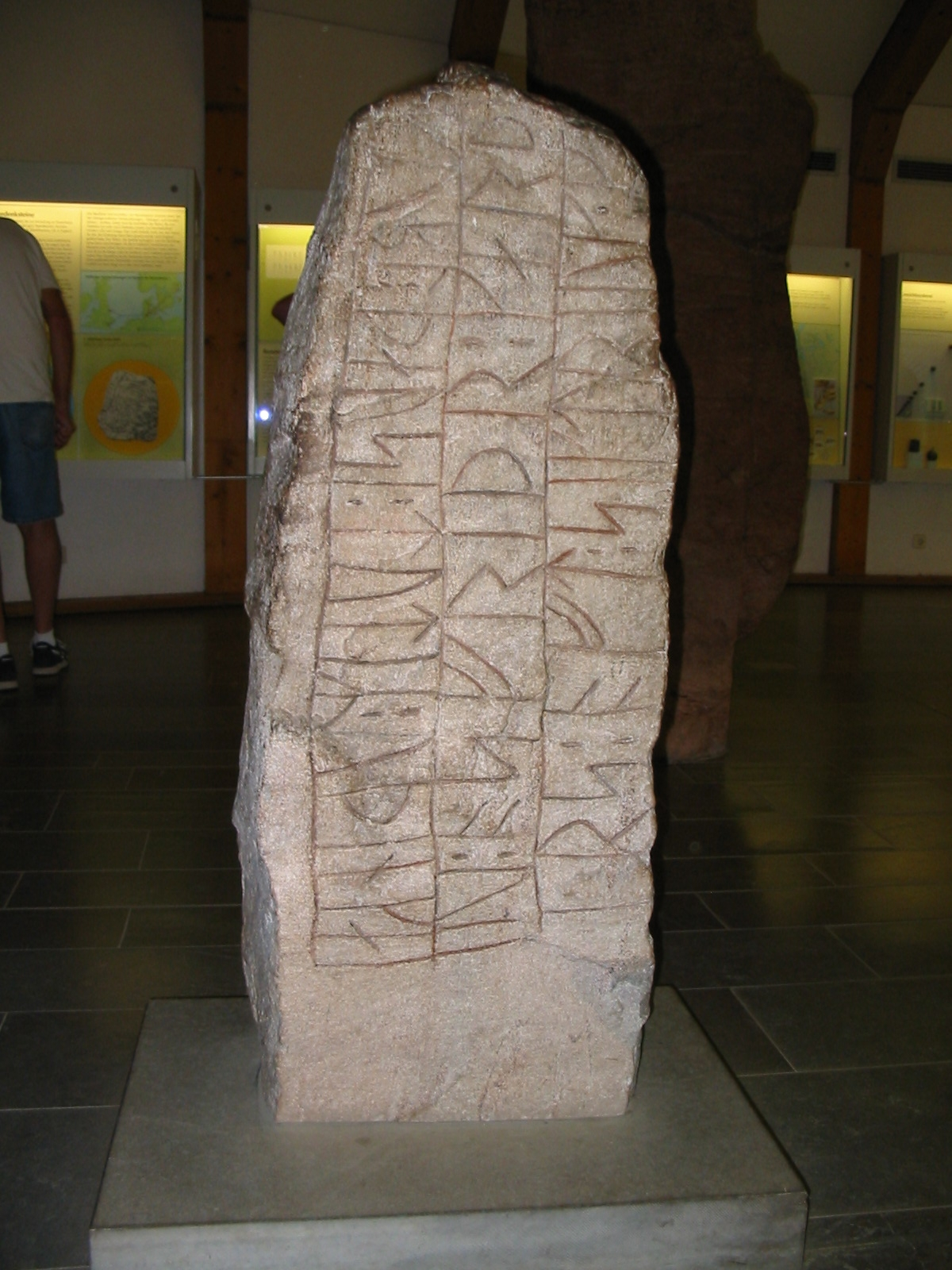
シトリュグの石碑（小）
ヘーゼビュー・ヴァイキング博物館蔵。

ヘーゼビューはフランク王国 - スカンディナヴィア間やバルト - 北海間など主要な交易路に位置する地理的な立地条件により重要な商業地になった。800年から1000年の間増大したヴァイキングの経済力はヘゼビューを交易の中心地として劇的に拡大させた。以下はヘゼビューの重要性を示す例である。
- イングランド（9世紀ーウルフスタン）と地中海（10世紀ーアル＝タルトゥーシ）からの訪問者が記述を残した。
- 948年に司教区が置かれ、ハンブルク・ブレーメン大司教区の傘下に入った。
- 825年から？貨幣の鋳造を始めた。
- ブレーメンのアダム（11世紀ごろ）が、この「ホッキョクグマの港」（portus maritimus）からスラヴ人の国やスウェーデン、サンビア半島（en:Sambia）遠くはギリシャまで船が出ていると記録している。

ヘーゼビューはデンマーク領だったが、9世紀の終わりの10年から10世紀の始めにかけてスウェーデン王朝の開祖オーロフ（en:Olof the Brash）の支配下に置かれ、かれの息子グードとグヌパが治めたとされているが、これはブレーメンのアダムの記述とヘゼビュー近郊で見つかったオーロフの孫シトリュグ・グヌパソンの母アスフリドが建てた2基のルーン石碑に裏付けられている。しかし934年には東フランク王ハインリヒ1世に征服され、ハインリヒ1世は強制的にグヌパを洗礼させて貢献を課した。974年には法的に神聖ローマ帝国へ併合された。
983年、デンマーク王スヴェン2世（en:Sweyn II）は激戦の末に奪還したが、1050年、ヘーゼビューはデンマークと対立するノルウェーのハーラル3世（ハーラル苛烈王）により破壊された。王は港内に数隻の燃える船を送り込んで町に火を放った。最近の発掘調査で、シュライ川の底に焦げた名残りが見つかっている。スノッリが引用したノルウェーのスカルド詩に破壊の様子が次のように歌われている。
ヘゼビューは怒りの炎に端々に至るまで焼かれた
砦に立っていると夜明け前に家々から炎が高く上がった
ハーラル3世による破壊の後、1066年にはスラヴ人がヘゼビューで略奪を行ない再び町を破壊した。住民はヘゼビューを放棄しシュライ・フィヨルドを横切ってシュレースヴィッヒ（en:Schleswig）の町へ移り住んだ。

### 生活様式
ヘーゼビューでの人生は短く雑然としていた。小さな家が碁盤の目ように密集して建てられ、住人の寿命は30〜40歳でこれより長生きするのはまれだった。考古学的な研究により、晩年かれらは結核のような重い病気に苦しんだことがわかっている。さらに男性の化粧や女性の権利など現代では驚くような事実もわかっている。
ユダヤ系アラブ人の旅行者イブラヒム・アル＝タルトゥーシ（10世紀終わり頃）は、しばしば引用されるヘーゼビューの生活についてもっとも興味深い記録を提供してくれる。アル＝タルトゥーシはヘゼビューに比べてかなり豊かで快適に生活できるスペインのコルドバからこの地を訪れている。そのため彼はヘーゼビューがスカンディナヴィア人にとって重要な位置を占めるという印象は受けなかったようだ。
シュレヴグ（ヘーゼビュー）は世界の大洋のはずれにある大きな町である…　少数派ではあるが教会を持つキリスト教徒を除き、そこの住人はシリウスを信仰している…　生贄として動物を殺す者はそれを中庭へと続くドアの柱に吊り下げ、頭上にあるそれを突き刺す。犠牲に供されるのは牛や羊、山羊、豚であるが、隣人達は彼が神に敬意を表して生贄を捧げていることに気付く。この町は物資や富に乏しく、住人達は主に豊富にいる魚を食べる。赤ん坊が経済的な理由から海に棄てられる。離婚する権利があるのは女性である…　目に施される不自然な化粧がもう一つの特徴であるが、化粧をしても彼らの美は損なわれず男も女も一層美しくなる。加えると、私はかつて彼らの歌声ほど不快なものを聞いたことがない。彼らの喉から発せられる声は犬のそれか、一層けものじみたものだった

## 命名に関する問題
現代のヨーロッパとヴァイキング時代の両方でヘゼビューを指す名前と綴りには様々なものがあるため分かりにくくなっている。
- Hedeby　現代の英語とデンマーク語の綴り。
- Heiðabýr　古いスカンディナビアの典拠による最古の名前。
- Heidiba　ラテン語表記。
- Haithabu　歴史的定住地を指す場合に用いられる現代のドイツ語の表記。

ドイツ語の表記は古ノルド語名を復活させたものである。ドイツ語では通常ラテン語の綴りを用いるが、奇妙なことにこの場合はルーン文字に基づく綴り方が好まれた。これは現在ヘゼビューにある博物館の名称にも反映されている。

以下は他の伝統的言語に見られる名称である。
- Sliesthorp　初期のザクセン語とフランク語の文書。
- Sliaswich　後期のザクセン語とフランク語の文書。

当時何語が用いられたかによるが、この2つの名前は同じ定住地に対して混同されて使われた可能性もある。しかしヘゼビューとシュレースヴィヒという2つの定住地が近接して存在していた事実がこれの問題を難しくする。今日ではヘゼビューはシュレイ・フィヨルドの南側にあったが、同時に北側にも定住地が出来て成長したものとされている。2つ目は現在に至るまで歴史的に途切れることなく居住地として継続し、ヘーゼビューにつけられた第2の名前を受け継いでシュレースヴィヒとして知られる町になり、町のある州にもこの名前がつけられた。

## 考古学調査
放棄された後に起きた海面上昇により、ヘゼビューの構築物は完全に消滅した。この居住地がどこにあったのかすら忘れられていたが、これが後年の考古学調査に幸いしたことがわかった。

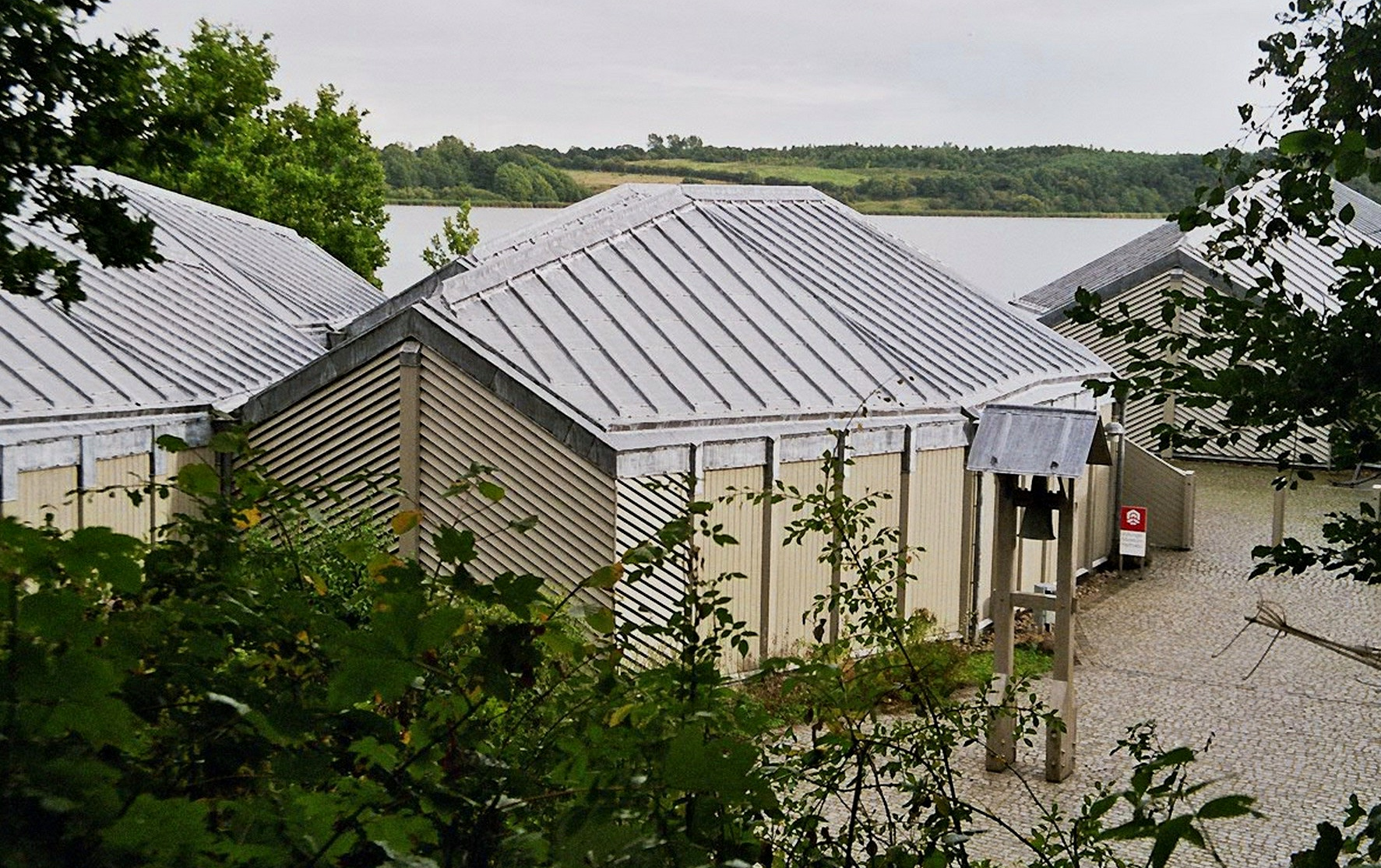
ヴァイキング博物館の外観。

### 20世紀に行なわれた発掘
考古学的な調査は遺跡の再発見後1900年に開始され発掘作業は続く15年間に渡って継続された。その後1930年と1939年にも発掘が行なわれた。これらの調査は主に2つの要因即ち、破壊された後840年近く跡地に新たな町が作られなかったことと、土地が恒久的に水浸しになり木や他の腐食しやすいものが保存されたおかげで、実りのあるものになった。第二次世界大戦後の1959年に発掘調査は再開され、断続的ではあるが現在も続けられている。定住地の周りを囲んでいた堤防が発掘され、港の一部も浚渫（しゅんせつ）された。また後者の発掘作業の際に港内でヴァイキング船の残骸が発見された。これだけの成果を上げているにもかかわらず、調査が済んでいるのは居住地の全体の5%、港に至っては1%に過ぎない。
なお発掘物の中で重要なものは現在遺跡に隣接するヘーゼビュー・ヴァイキング博物館に展示されている。

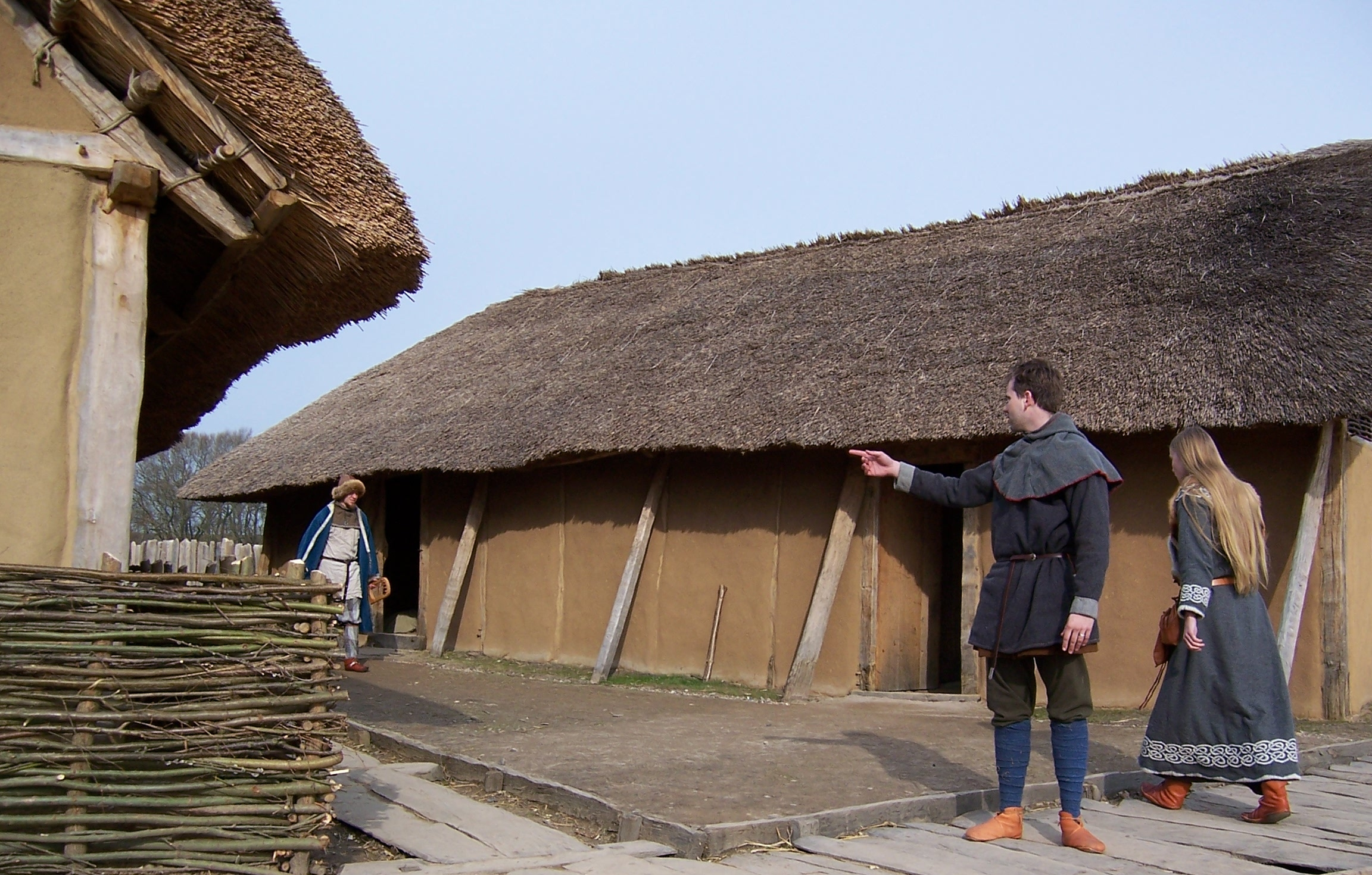
復元された家。

### 21世紀の復元物
2005年に大掛かりな再建計画が遺跡の現地で始められた。考古学的な分析の結果に基づき、ヴァイキングの家が忠実に復元されている。